# Frans van de Ruit
Frans van de Ruit (Amsterdam, 27 de març de 1953 - Ídem, 31 de desembre de 2006) va ser un ciclista neerlandès. Sempre com amateur, va competir en el ciclisme en pista i en carretera.

## Palmarès en pista
- 1970
  -  Campió dels Països Baixos amateur en Persecució

## Palmarès en ruta
- 1970
  - Vencedor d'una etapa a l'Olympia's Tour